# 御朱印

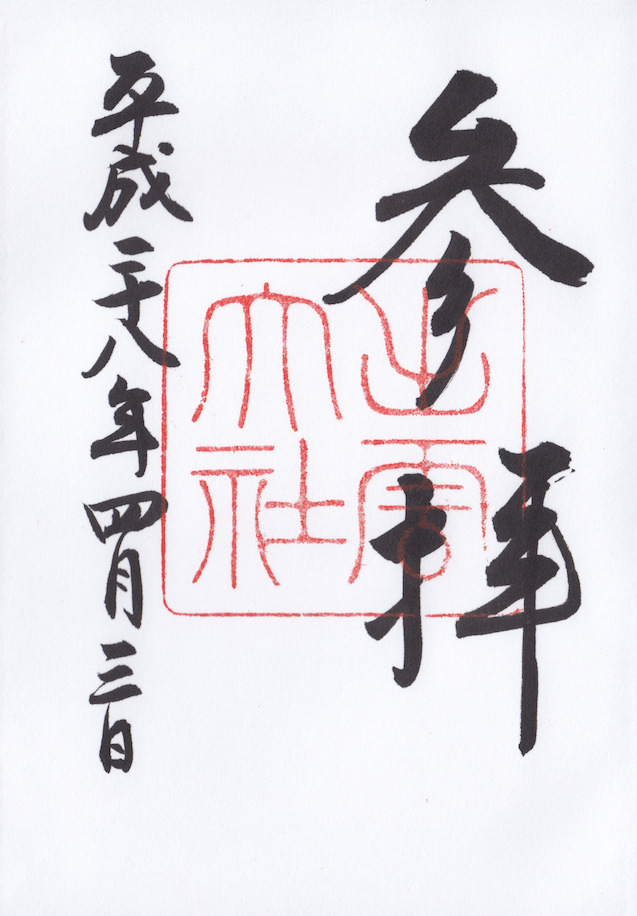
出雲大社的御朱印

御朱印（日语：／ goshuin */?），簡稱朱印（／ shuin），是指日本佛寺、神社授予的一種參拜證明。
在參拜神社或寺院後，參拜者向神社或寺院供奉少量金額的錢幣（通常為300-500日圓），即可獲得神社或寺院方面人員在參拜者所提供的御朱印帳上書寫並蓋章的參拜憑證。在參拜者自身未準備御朱印帳，或神社、寺院方面有權授予御朱印的神職人員不在場時，有時會提供一張先前寫、印好御朱印的紙張。受理處通常名為“授與所”、“御朱印所”、“社務所”、“寺務所”等。
此外，部分小型神社或會由附近的較大型神社代為授予御朱印。
由於宗教派别觀念，或神社、寺院的實際經營場地條件等原因，並非所有的神社或寺院都授予御朱印。

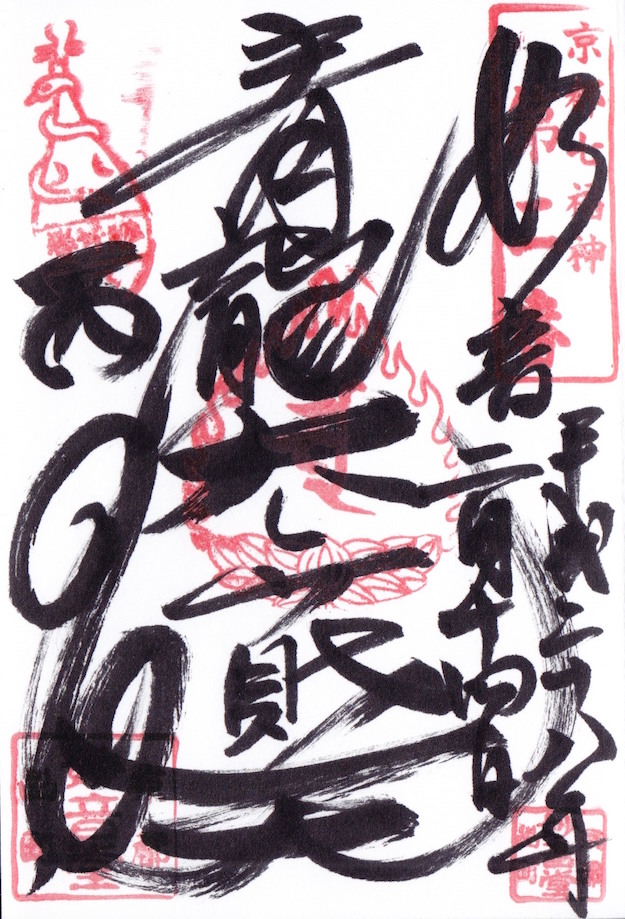
妙音堂的御朱印

## 色彩與内容構成
御朱印通常的色彩為：白色底色、黑色文字以及紅色印章。後者也是御朱印這一名稱的來源。在一些神社、寺院中，也會因季節、節日、特殊活動等因素，授予不同顔色的御朱印。

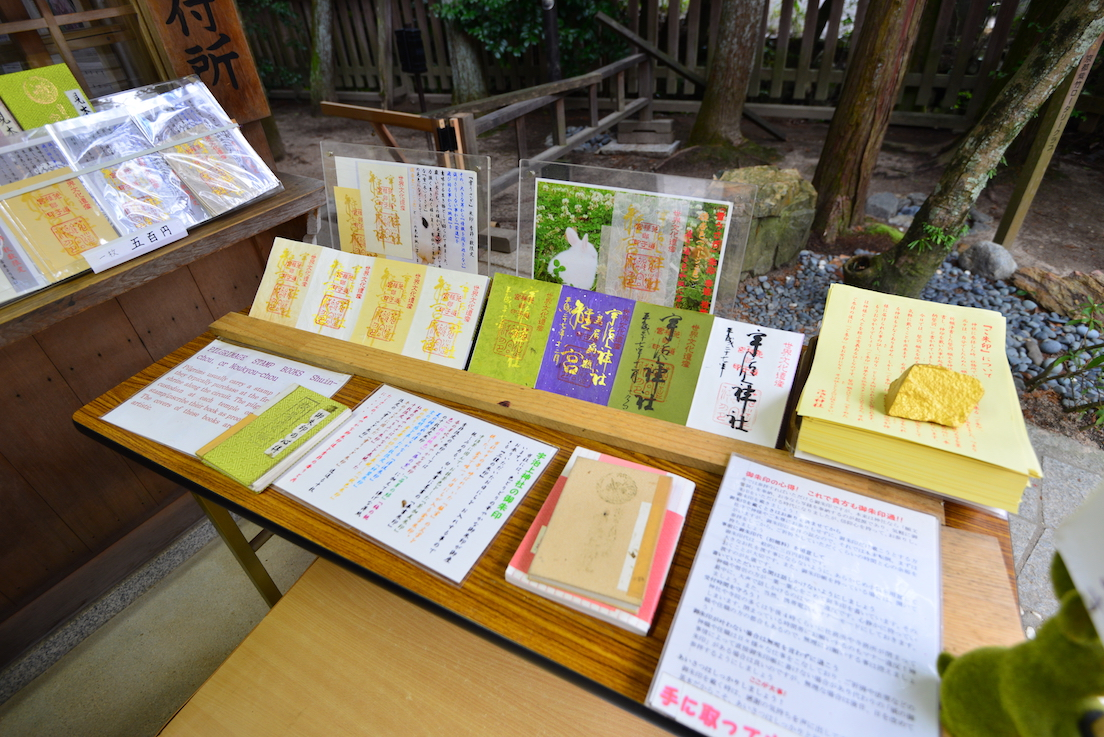
宇治上神社的御朱印

御朱印內容通常包括手寫體的參拜日期，及“參拜”或“奉拜”二字，還有包含該神社、寺院名稱的朱印。
神社與寺院所授予的御朱印，在風格上也有所不同。佛教寺院的御朱印内容較為豐富，而神社的御朱印則較為簡練。
神社的御朱印通常元素為：正中間一枚印章，此外寫有「奉拜」以及參拜日期。參拜日期通常記在左側。以出雲大社的御朱印為例，僅有參拜日期、“參拜”兩字與社名朱印一枚。寺院的御朱印通常內容則為：三枚或更多枚印章依次自右上排列至左下，正中的印章通常是梵文，並伴有蓮花、火焰等圖案。參拜日期通常記在右側。以京都府京都市妙音堂的御朱印為例：不僅有五枚印章，還有諸多文字。

## 起源及歷史
御朱印原本是日本佛教信徒抄寫經文後而獲得的憑證，後來逐漸簡化為參拜後並奉獻上一定數額的錢財，便可得到的證明。
關於御朱印最先出現的歷史年代眾說紛紜，有認為可以追溯到律令時代，也有認為可以追溯到日本的中世紀（鎌倉時代至江户時代）。較為明確的說法，是從江户時代開始，隨著參拜神社、寺院的活動在普通百姓間開始流行，授予御朱印的做法也逐漸傳播並興盛起来。

## 禮節與禁忌
獲取御朱印時，請遵守以下禮節：
- 親自參拜在先，並了解所供奉神佛的基本情况；或先將御朱印帳交予授理處，但參拜後再領取
- 準備好零錢
- 將御朱印帳翻開至希望寫印的那頁
- 保持安靜
- 遵守神社、寺院境内的其他禮節

由於御朱印屬於領取者個人的宗教信物，因此應留意以下禁忌事項：
- 御朱印不是商品或觀光紀念品——因此不應轉買轉賣、不應由他人代領；也不應代人領取或視作伴手禮轉贈他人
- 御朱印不是觀光紀念戳章活動——因此不能隨便拿一本本子或紙張來獲取，應先完成參拜才申領，朱印帳往後應當妥善存放
- 最好分別以兩本不同的朱印帳，去收集神道神社和佛教寺院的御朱印，因部分神職人員不會寫混有兩種御朱印的朱印帳。

## 御朱印帳
御朱印帳，是指參拜者自己攜帶至神社或寺院的簿子，以請神社或寺院人員在簿子的空白紙頁上授予御朱印。御朱印帳有一定的規格款式，通常不能以普通的記事本來代替使用。
御朱印帳從裝幀方式來分類，通常分為蛇腹式與和綴式兩種。蛇腹式是指像蛇爬行時那樣曲折一般，將一長條紙張連續正反相折後折疊出的簿冊形態；而和綴式，是指在一疊獨立的可翻頁的紙張側面以線裝訂而成的簿冊形態。
御朱印帳通常在部分文具店或宗教用品店均有售。在部分神社、寺院，以及周圍的旅遊觀光區小商舖也有販售。
根據所收集御朱印的內容、宗教派别等的不同，御朱印帳有時也被稱為：“納經帳”、“御寶印帳”、“御首題帳”等。

## 神社寺院以外，以及日本以外的情況
雖說授予御朱印的機構，絕大部分都是神社或寺院，但是在一些其他機構，也授予御朱印或形同御朱印的憑證。例如宮城縣仙台市的瑞鳳殿，其建築性質為陵廟；還有東京都東京市的湯島聖堂，是一座孔廟。
在日本国以外，中國的蘇州寒山寺與西安青龍寺都曾分别授予過形如御朱印的「參拜紀念冊」的憑證。
在美國的夏威夷島上，也有一些神社授予御朱印。
台灣的部分：
- 高士神社有御朱印，而且一年只有兩次是可以求得現場書寫的御朱印；一次是新年初詣,、一次是每年的例祭日。
- 桃園神社也有御朱印，2025年該神社有8款御朱印，除此以外元旦當日將提供手寫限量御朱印，料金𝟑𝟎𝟎元。